# 南护城河 (北京市)
39°53′05″N 116°23′50″E / 39.8846378°N 116.3972243°E
南护城河是北京市城区护城河的南边部分。

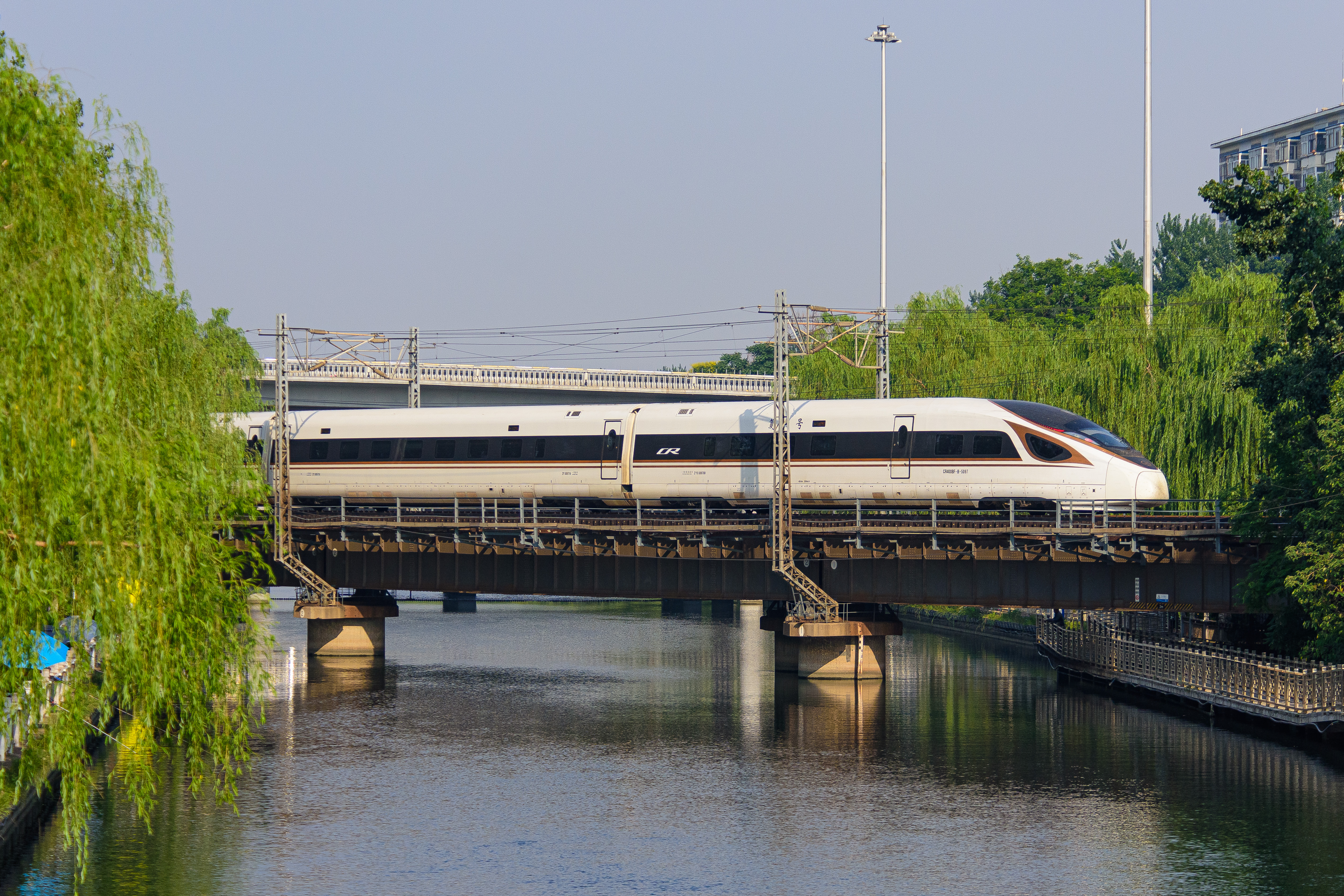
京沪铁路在玉蜓桥上跨南护城河

起自西便门，经广渠门向北汇入通惠河。全长15.5公里，宽22—45米。沿途与西护城河、南旱河、莲花河相通。1956年修建后，引入永定河引水渠作为水源。